# Juan Antonio Enríquez Lozano
Juan Antonio Enríquez Lozano (Cádiz, 12 de junio de 1733-Sevilla, 6 de junio de 1809) fue un militar de la Armada de España.

## Biografía
Sus padres fueron Pedro Enríquez de la Rea y María Lozano Gómez, y fueron muy  nobles, pero de corta fortuna. Dieron a su joven hijo la mejor educación posible entonces en un pueblo de provincia. Solicitado y obtenido el ingreso en el Cuerpo de Marina, sirvió en los grados subalternos con sumo celo y aprovechamiento, haciéndose merecedor del aprecio de sus jefes.
Navegó en diferentes buques, haciendo dos viajes a la América septentrional, y varios a distintos puertos de la península ibérica e islas adyacentes. Siendo contador de navío, se hallaba como tal en el nombrado Fénix, de la insignia y escuadra del Marqués de la Victoria, que en 1760 condujo de Nápoles a Barcelona al Rey Carlos III y toda su familia.Por este acontecimiento fue ascendido Enríquez a Comisario de provincia, y publicó varias producciones de su laboriosidad y estudio, siendo las concernientes a la Marina las que a continuación se expresan:
- Memoria del viaje que hizo la escuadra del mando del General Marqués de la Victoria, desde su salida de Cádiz para Nápoles por el Rey N.S., hasta su vuelta al mismo puerto.
- Memoria de un viaje de ocho meses por Italia, que comprende la noticia de las mejores piezas de antigüedades, arquitectura, escultura y pintura; la de famosos gabinetes y museos; arsenales de Génova, Liorna, Civita-Vecchia, Nápoles y Venecia; montes de que se proveen; el cáñamo que se coge en la huerta de Bolonia, sus cualidades, precio y transporte.
- Descripción del viaje por mar de Nápoles a Liorna, con las funciones del casamiento del Rey de las Dos Sicilias.

Ascendió a Comisario de Guerra en 1772, y siendo ministro principal de Marina de la Provincia de San Sebastián dio a luz la Memoria sobre las fabricas de anclas, palanquetas, de baleria de fierro, lafauderia y otros establecimientos en la provincia de Guipúzcoa.- Año 1787. El objeto de este trabajo fue dar a conocer varios establecimientos de la indicada provincia, sus producciones, el influjo que en ellos tuvo la ilustrada beneficencia del Rey Carlos y las ventajas que conseguiría por el comercio de Indias.
Fue promovido a Comisario ordenador en 1789, y obtuvo su elevación al rango de Intendente el 31 de julio de 1792, pasando a ejercer este cargo superior al Departamento de Cartagena.
En 1803 publicó un volumen en octavo titulado: Glorias marítimas de España, por anales, en el cual presenta la relación compendiosa de los sucesos marítimos hasta fin del siglo XV. Debía tener cuatro tomos, pero no llegó a ver la luz pública más que el primero, porque a Enríquez le alcanzó la muerte en Sevilla el 6 de junio de 1809, a los 76 años de edad y 60 de servicio.
Además de su grado de Intendente, era del Consejo de S.M. y su Secretario con ejercicio de decretos.